# Tethyaster subinermis
Tethyaster subinermis är en sjöstjärneart som först beskrevs av Philippi 1837.  Tethyaster subinermis ingår i släktet Tethyaster och familjen kamsjöstjärnor. Inga underarter finns listade i Catalogue of Life.